# 서울동원초등학교
서울동원초등학교는 대한민국 서울특별시 중랑구 송림길 114 (망우동)에 있는 초등학교다.

## 학교 연혁
- 1991년 5월 4일 서울동원국민학교로 개교
- 1996년 3월 2일 서울동원초등학교로 교명 개칭

## 참고 자료
- 서울동원초등학교 - 한국교육학술정보원 학교알리미